# Orivesi
Orivesi est une ville du sud-ouest de la Finlande, dans la région du Pirkanmaa.

## Géographie
Une nette majorité des habitants réside dans le centre-ville. Le reste de la municipalité est très sauvage, avec un paysage largement accidenté traversé par les eskers et de nombreux petits lacs. Orivesi compte près de 2 100 maisons de vacances grâce à sa proximité avec les grandes villes.
En 1973, la municipalité a augmenté sa superficie de 20 % avec l'annexion de la commune d'Eräjärvi. Elle est devenue une ville en 1986. Une partie de la commune de Längelmäki lui est rattachée le 1er janvier 2007. Orivesi y a gagné 600 habitants et 200 km2 environ.
Les municipalités voisines sont Kuhmalahti au sud-est, Kangasala au sud-ouest, Tampere à l'ouest, Ruovesi au nord-ouest et Juupajoki au nord.

### Lacs
Orivesi compte plus de 350 lacs.
Le plus important est le Längelmävesi.
L'extrémité nord-est du Vesijärvi de Kangasala s'étend à Orivesi.
Certains des lacs de la partie ouest d'Orivesi se jettent dans le lac Näsijärvi.
L'altitude moyenne du territoire est de 100-150 mètres.

## Démographie
Depuis 1980, l'évolution démographique d'Orivesi est la suivante, :
| Année      | 1980  | 1985  | 1990  | 1995  | 2000  | 2005  |
| ---------- | ----- | ----- | ----- | ----- | ----- | ----- |
| population | 8 854 | 9 086 | 9 196 | 9 012 | 8 886 | 8 929 |

| Année      | 2010  | 2015  | 2020  |
| ---------- | ----- | ----- | ----- |
| population | 9 617 | 9 546 | 9 101 |

## Transports
La ville, située à faible distance de la capitale régionale Tampere (41 km par la nationale 9 (E63) qui part de Turku, passe par Tampere, Jyväskylä, Kuopio et Joensuu jusqu'au poste-frontière de Niirala a Tohmajärvi.
Elle se sépare de la route principale 66 qui va jusqu'à Lapua et la route principale 58 jusqu'à Mänttä.
Helsinki est à 191 km et Jyväskylä à 109 km.
Orivesi est située dans la zone E des transports publics de la région de Tampere (Nysse),
En complément la ville d'Orivesi a son propre système de transport NOPA.
La gare routière et le centre de voyage sont situés dans les locaux du K-Supermarket.
Orivesi appartient au district routier de Häme.
Orivesi fait partie du district routier du Häme.

### Distances
Les distances aux villes principales sont:
- Helsinki 195 km
- Hämeenlinna 95 km
- Jyväskylä 109 km
- Lahti 130 km
- Pori 150 km
- Tampere 40 km
- Turku 205 km
- Jämsä 65 km

## Lieux et monuments
- Église d'Orivesi
- Église d'Eräjärvi
- Musée de la pierre (fi), Eräjärvi
- Musée local de Paltanmäki, Paltanmäki
- Arboretum d'Hörtsänä (fi), Onnistaipale
- centre d'exposition d'art Purnu (fi)
- Atelier d'Aimo Tukiainen, Pitkäjärvi
- Centre d'Art de Leporanta, Längelmäki

## Personnalités
- Aimo Tukiainen, sculpteur
- Antero Kivi, médaillé olympique

## Galerie

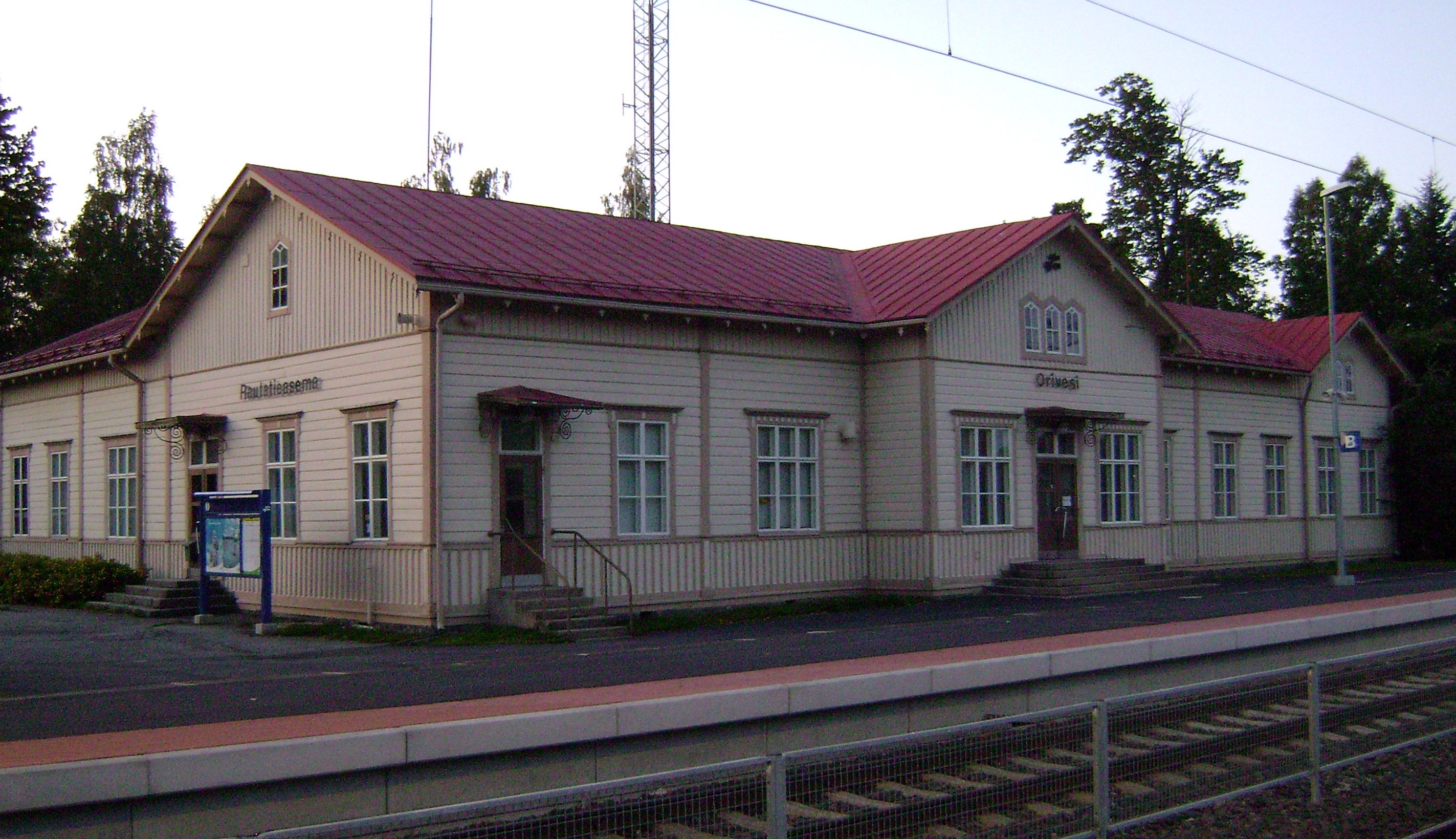
Gare ferroviaire d'Orivesi
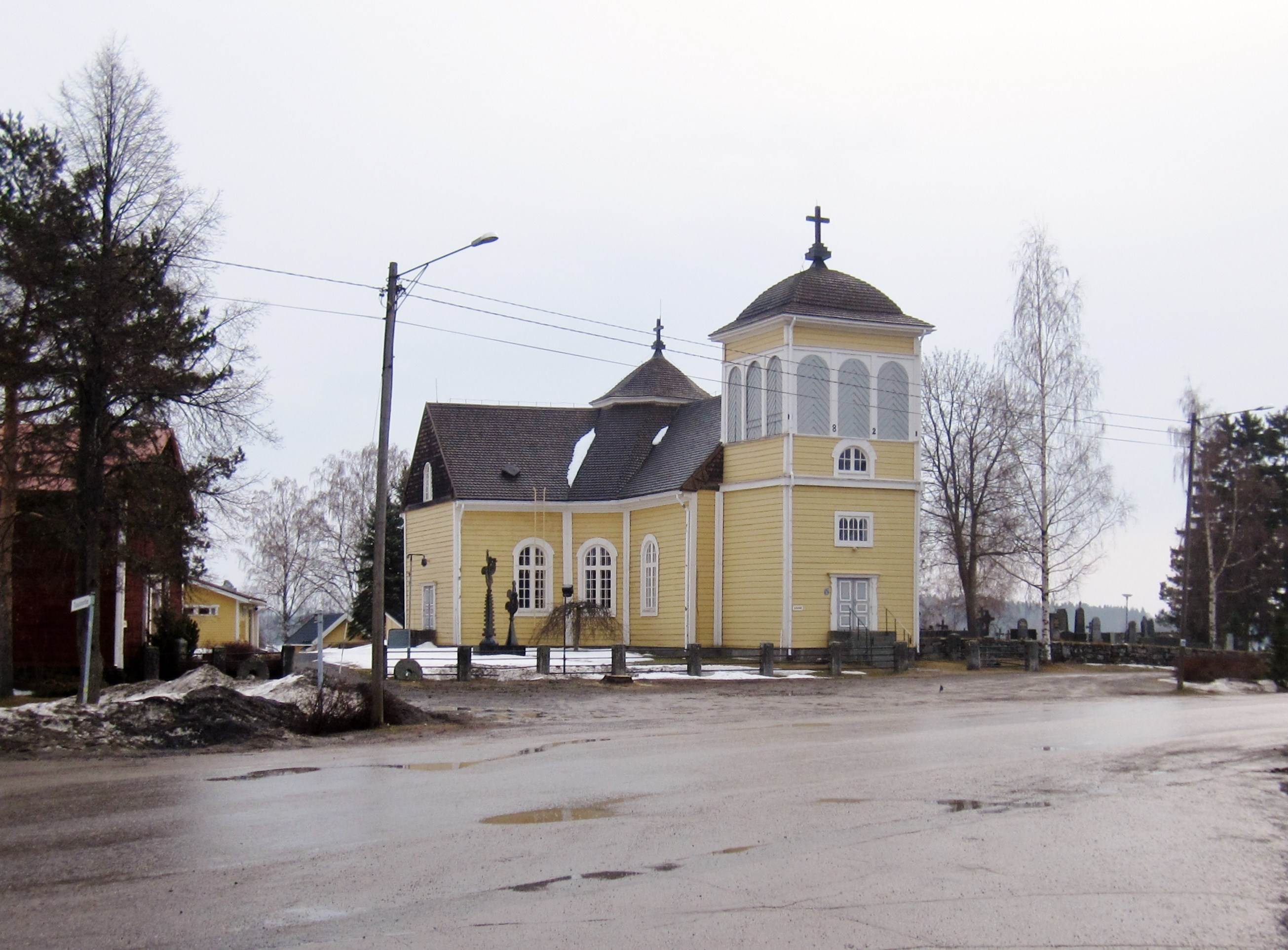
Église d'Eräjärvi.
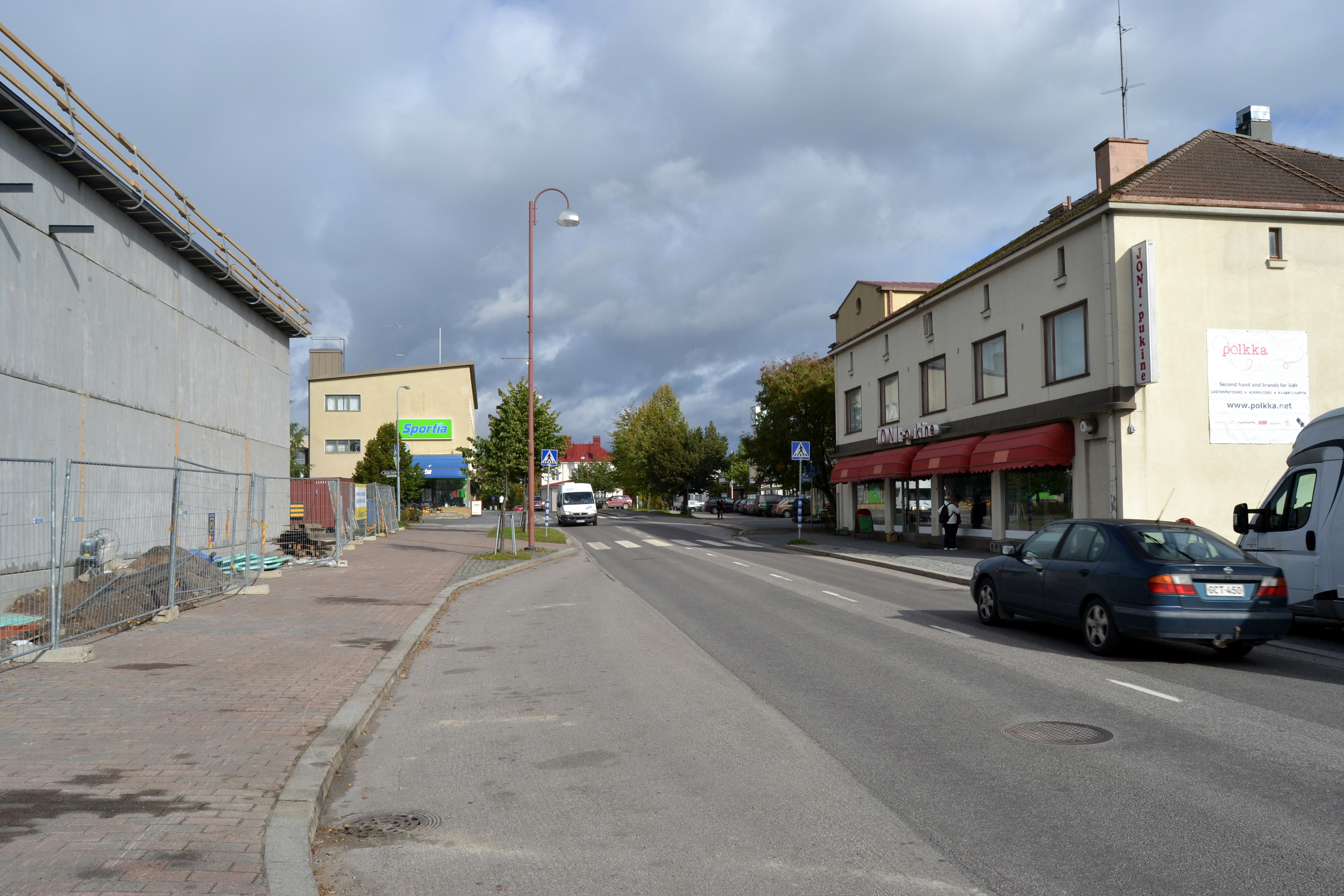
Centre d'Orivesi.
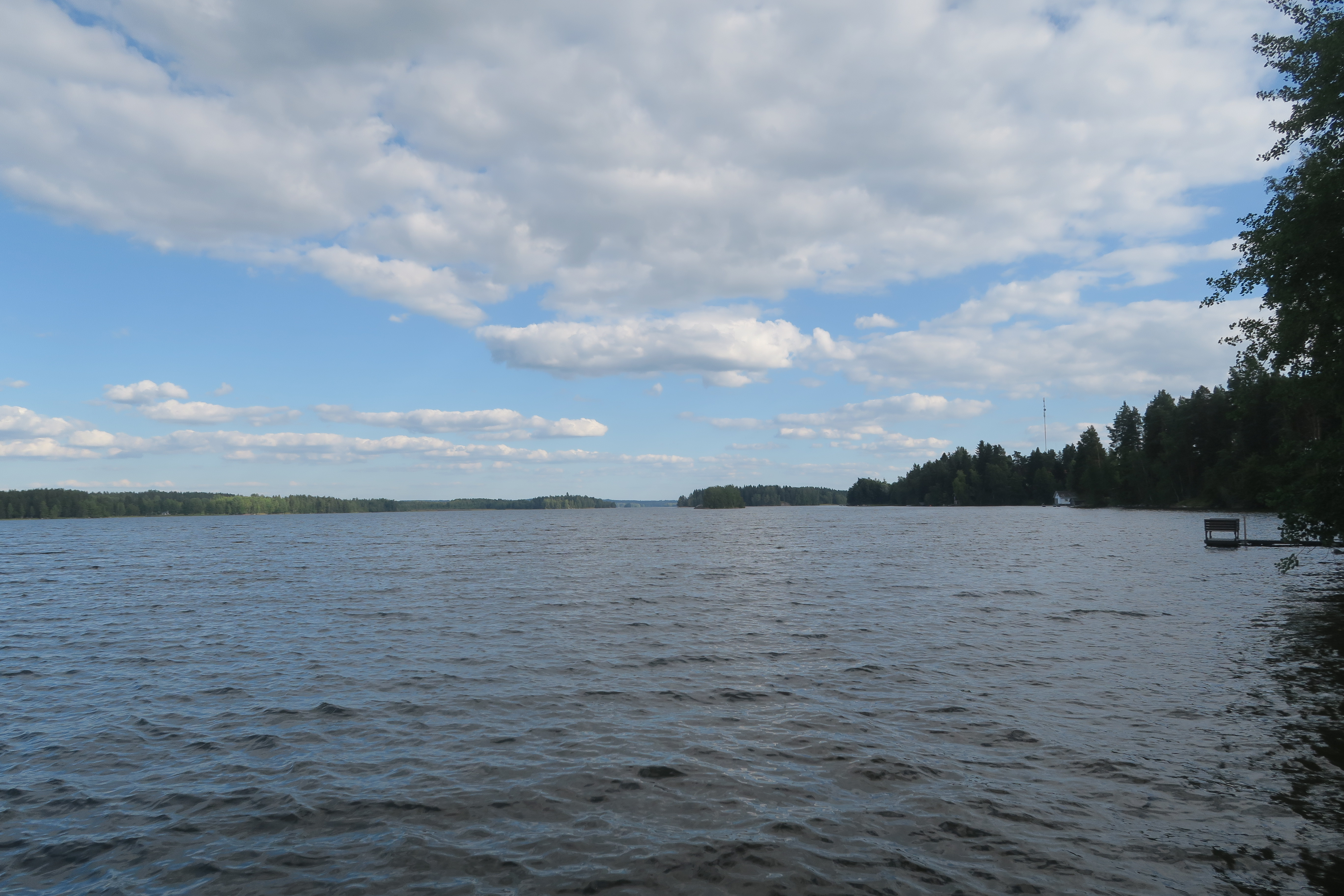
Lac Eräjärvi vu de la plage d'Orivesi.
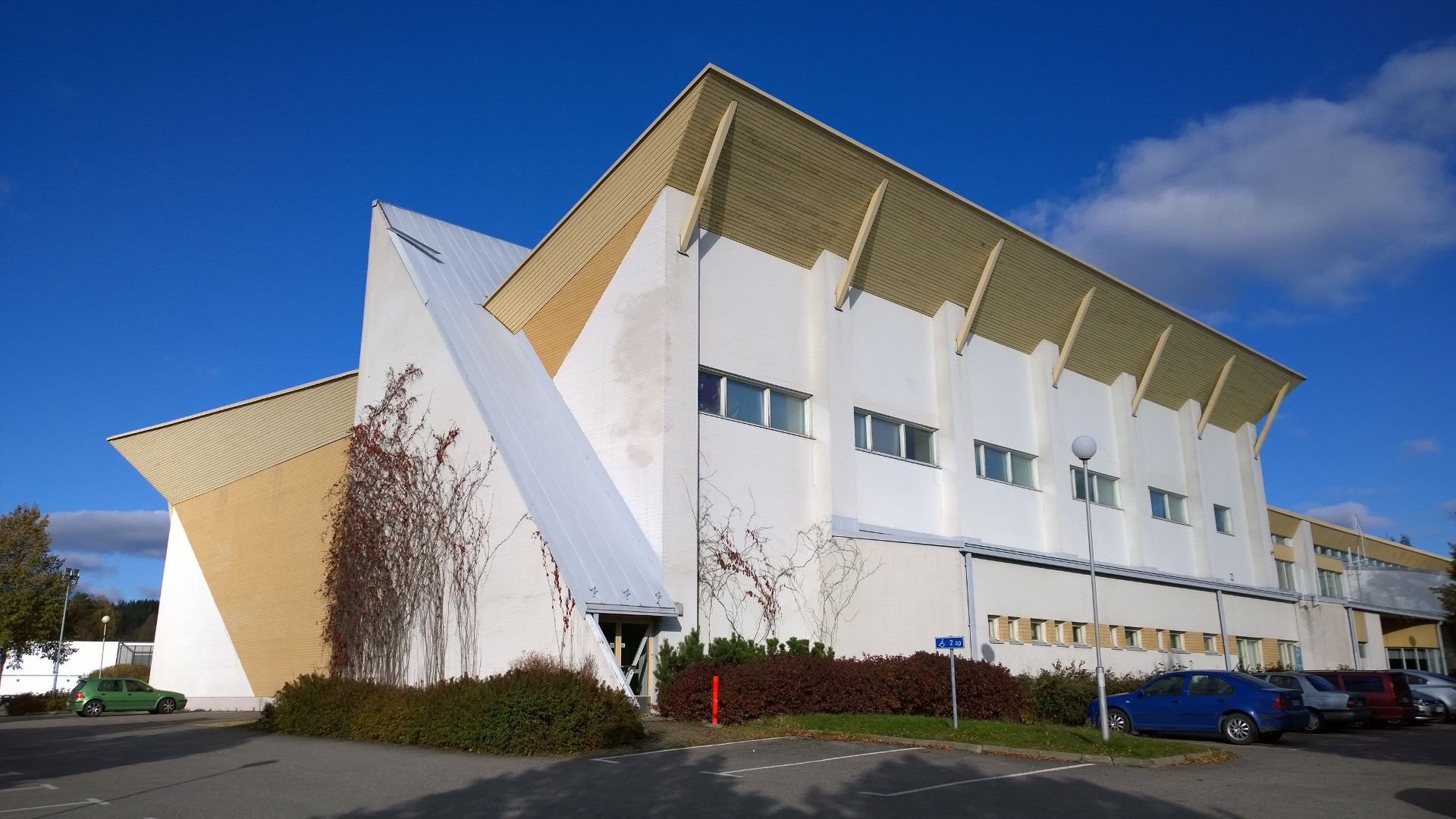
Gymnase d'Orivesi.
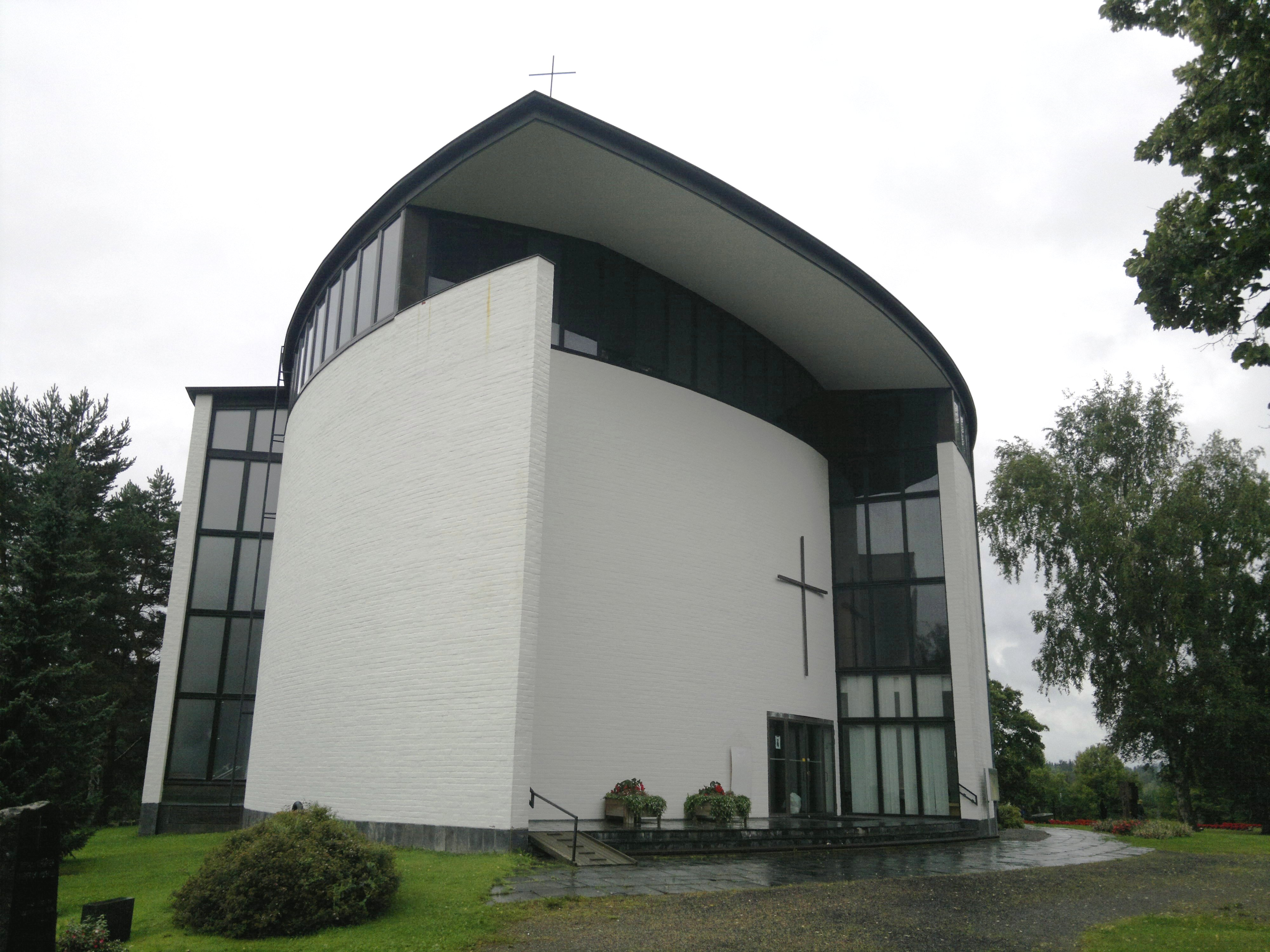
Église d'Orivesi.
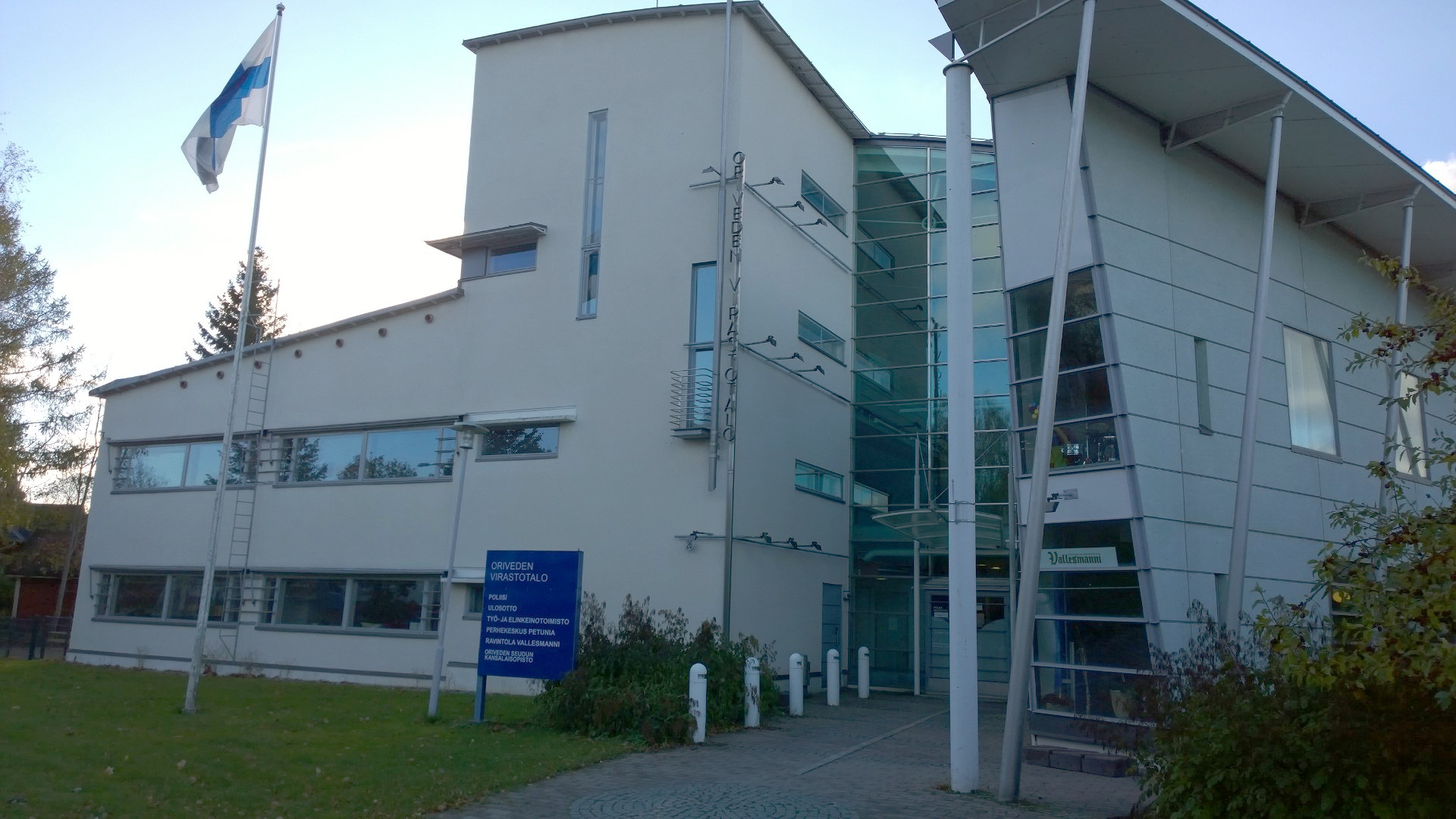
Centre administratif.